# Voronej
Voronej ou Voronège (en russe : Воронеж) est une ville de l'ouest de la Russie et la capitale administrative de l'oblast de Voronej. Sa population s'élevait à 1 058 261 habitants en 2020.

## Géographie

### Situation
Voronej est située sur la rivière Voronej à environ 12 km du confluent avec le Don. La ville est un important nœud ferroviaire vers Moscou, Rostov-sur-le-Don ou Kyïv. Voronej se trouve à 107 km au sud-sud-ouest de Lipetsk, à 205 km à l'est de Koursk et à 465 km au sud-sud-est de Moscou.

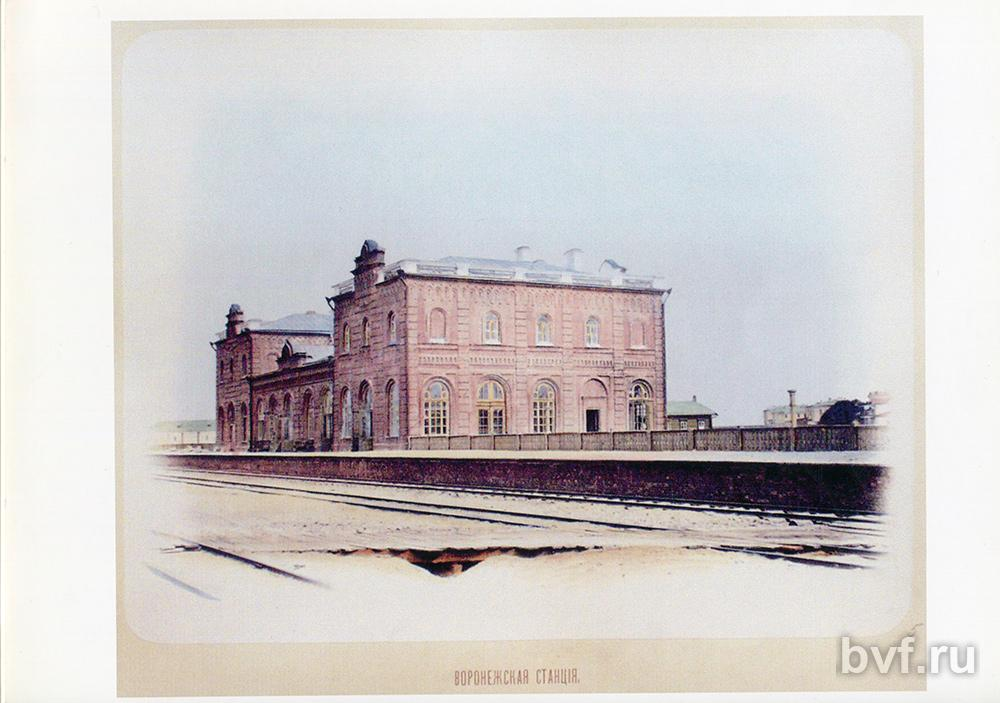
Gare vers 1868.

Elle est reliée au réseau ferroviaire par la Gare de Voronej I.

### Climat
Voronej bénéficie d'un climat continental similaire à celui de Moscou. Cependant les températures à Voronej gagnent 1 à 2 °C par rapport à celles de Moscou car 4 degrés de latitude séparent ces deux villes. Par ailleurs les précipitations sont un peu moins abondantes. La neige recouvre le sol en moyenne 114 jours par an. La hauteur de neige atteint 91 cm en février.
- Température record la plus froide : −36,5 °C (janvier 1942)
- Température record la plus chaude : 40,5 °C[3] (2 août 2010)
- Nombre moyen de jours avec de la neige dans l'année : 96
- Nombre moyen de jours de pluie dans l'année : 130
- Nombre moyen de jours avec de l'orage dans l'année : 31
- Nombre moyen de jours avec tempête de neige dans l'année : 16

| Mois                                  | jan.     | fév.       | mars       | avril      | mai       | juin      | jui.      | août      | sep.      | oct.       | nov.       | déc.       | année     |
| ------------------------------------- | -------- | ---------- | ---------- | ---------- | --------- | --------- | --------- | --------- | --------- | ---------- | ---------- | ---------- | --------- |
| Température minimale moyenne (°C)     | −10,6    | −10,5      | −5         | 3,7        | 8,8       | 12,8      | 14,1      | 12,8      | 8         | 2,6        | −3,4       | −7,9       | 2,1       |
| Température moyenne (°C)              | −7,4     | −7         | −1,7       | 8,1        | 14,7      | 18,5      | 19,7      | 18,4      | 12,8      | 6,1        | −0,8       | −5,1       | 6,4       |
| Température maximale moyenne (°C)     | −4,4     | −3,4       | 1,9        | 13,1       | 20,5      | 24,2      | 25,4      | 24,4      | 18,5      | 10,3       | 1,9        | −2,4       | 10,8      |
| Record de froid (°C) date du record   | −43 1942 | −36,9 1956 | −31,4 1964 | −20,9 1963 | −4,9 1952 | −0,4 1967 | 4,8 2006  | 2,3 1976  | −3,4 1941 | −15,7 1940 | −28,1 1957 | −41,3 1978 | −43 1942  |
| Record de chaleur (°C) date du record | 4,2 1948 | 6,8 1990   | 16,6 2008  | 31,1 1950  | 34,4 2007 | 38,4 1975 | 40,1 2010 | 40,5 2010 | 33,8 1979 | 26 1936    | 14,6 2008  | 7,3 1979   | 40,5 2010 |
| Précipitations (mm)                   | 37       | 33         | 30         | 38         | 44        | 74        | 70        | 52        | 57        | 49         | 47         | 48         | 579       |

## Toponymie
Il existe plusieurs variantes de l'origine du toponyme « Voronej ». Selon une version historique, le nom de la ville dérive de l'ancien nom slave Voroneg.
Une analyse comparative a été effectuée par la Fondation Khovansky en 2009. La méthode comparative implique la recherche de sources étymologiques non seulement en russe, mais également dans d'autres langues indo-européennes : l’anatolien, le balto-slave, le germanique, l’italique, l’hellénique, l’indo-iranien, le celtique, l’arménien et d'autres. Selon la « méthode nominalistique » proposée par Max Müller, l'origine du nom Voroneg et celle du nom de l’oiseau voron (le corbeau) devraient être en adéquation avec les éponymes indo-européens : Uranus, Varuna, Phoronée, Bran le Béni, etc. L'analyse comparative suggère des origines indo-européennes : les toponymes et hydronymes Varanasi, Varna, Vranje, Warnow, Verona, Var, Aveyron ou Voronej proviennent des noms des déités antiques de l'eau.

## Histoire

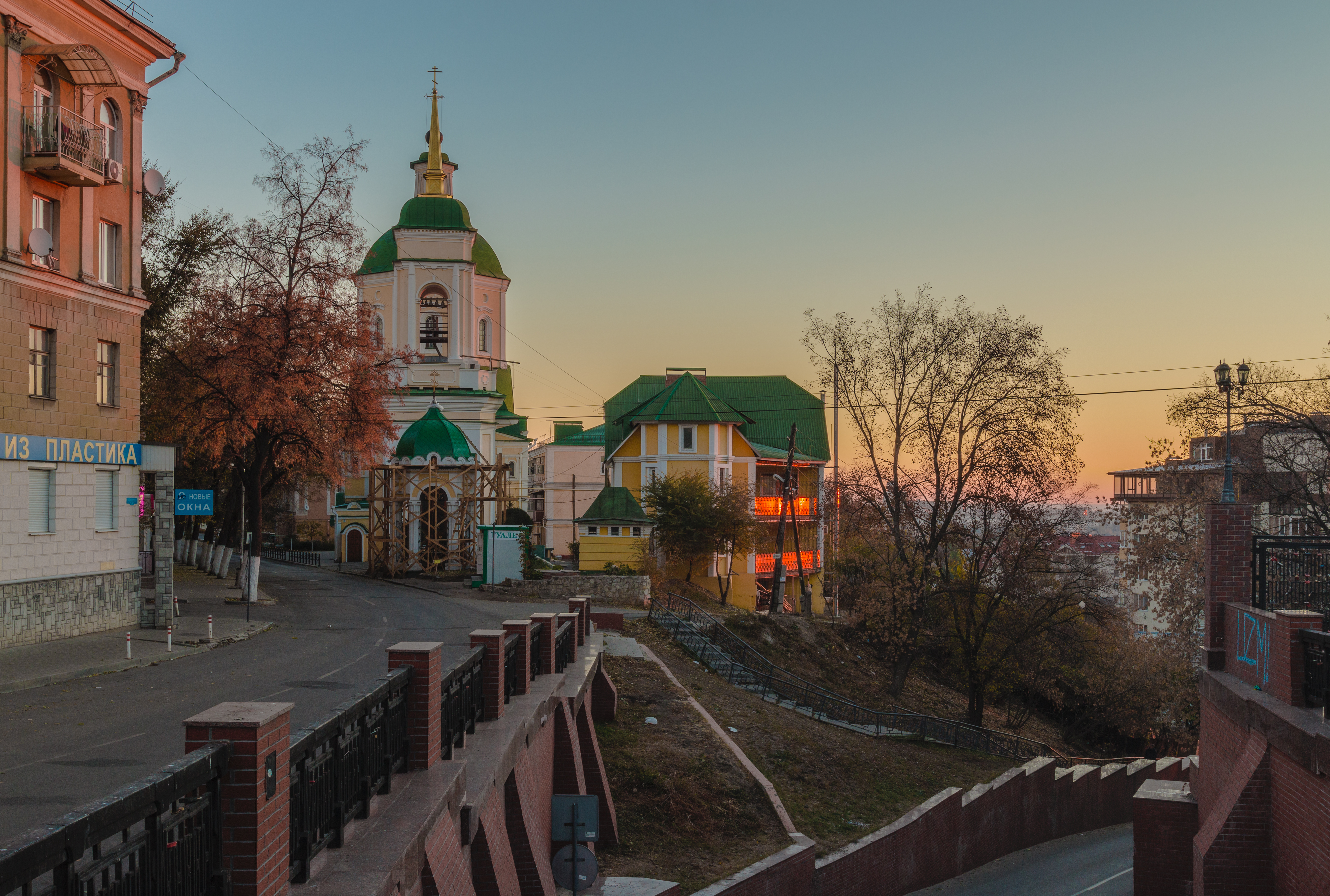
Une église de Voronej.

Les découvertes archéologiques sur le site certifient une implantation humaine depuis l'âge de la pierre.
La rivière Voronej fut pour la première fois mentionnée dans la Chronique d'Ipatiev en 1177. 
La ville fut fondée en 1585-1586 sous le règne du tsar Fédor Ier pour protéger la Russie des attaques des Criméens et des Tatars. Au XVIIe siècle, la ville connaît un véritable essor, et devient un centre d'activité commerciale et d'artisanat. En 1695–1696, le tsar Pierre le Grand y installa un chantier de construction navale à Tavrovo pour construire la flotte qui prendra part aux campagnes d'Azov. Durant son règne, Voronej devient la plus grande ville du sud de la Russie, ainsi qu'un centre administratif.

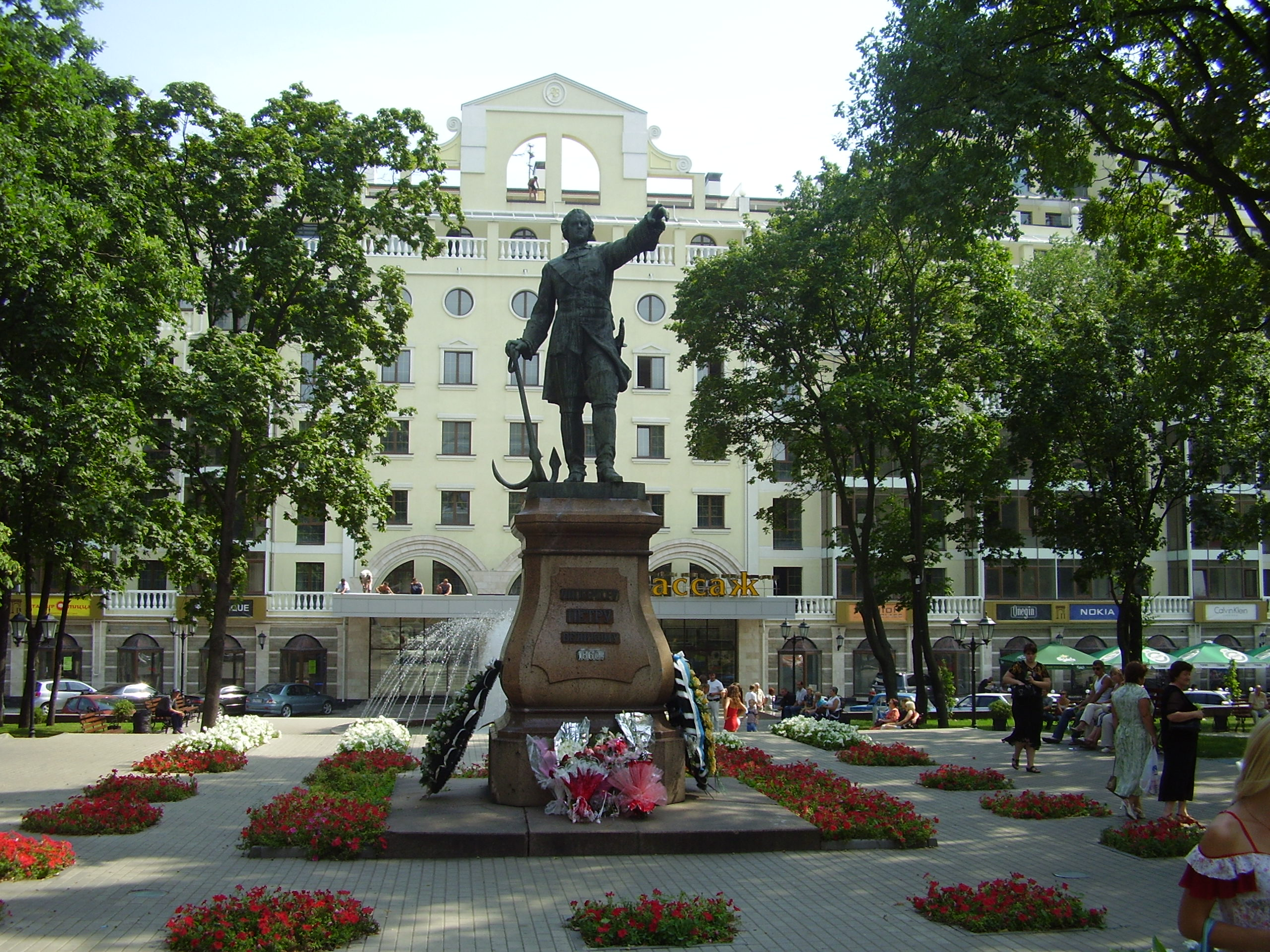
Voronej

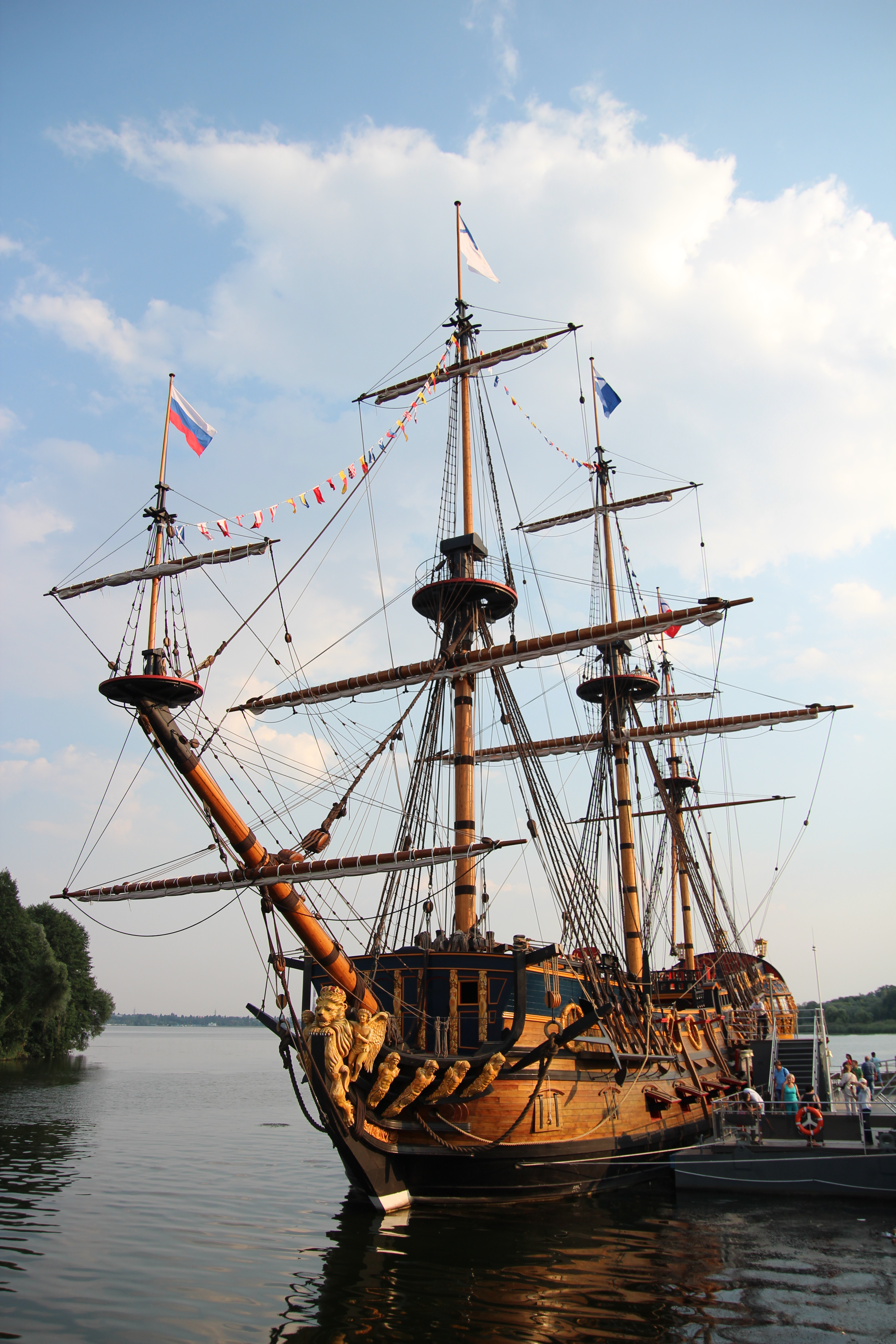
Goto Predestinatsia (réplique, 2014), amarré à Voronej.

Du XVIIIe siècle au début du XXe siècle, Voronej était le chef-lieu administratif du gouvernement de Voronej.
Au XIXe siècle, on construisit un imposant corps des cadets, les industries se développèrent dans la ville et Voronej fut reliée par chemin de fer à Rostov-sur-le-Don en 1868, puis à Moscou en 1871.
Durant la Seconde Guerre mondiale, la ville fut prise par les forces allemandes de la 4e Panzer Armee le 6 juillet 1942 et resta sur la ligne même du front jusqu'en janvier 1943 pendant l'Opération bleue et la bataille de Stalingrad, si bien qu'elle était détruite à 95 % lors de sa libération définitive le 25 janvier 1943.
Reconstruite, Voronej est aujourd'hui le centre économique, industriel, culturel et scientifique de la région du Tchernoziom. La ville compte entre autres sept théâtres, dont le théâtre d'opéra et de ballet de Voronej, le théâtre dramatique de Voronej et la salle de concert de Voronej, douze cinémas, dix-neuf lycées, l'université agricole nationale de Voronej, l'université pédagogique de Voronej et l'université d'État de Voronej.

## Politique et administration

### Résultats électoraux
| Scrutin          | 1er tour | 1er tour | 1er tour | 1er tour | 1er tour | 1er tour | 1er tour | 1er tour | 1er tour | 1er tour | 1er tour | 1er tour | 2d tour     | 2d tour     | 2d tour     | 2d tour     | 2d tour     | 2d tour     | 2d tour     | 2d tour     |
| Scrutin          | 1er      | 1er      | %        | 2e       | 2e       | %        | 3e       | 3e       | %        | 4e       | 4e       | %        | 1er         | %           | 2e          | %           | 3e          | %           | 4e          | %           |
| ---------------- | -------- | -------- | -------- | -------- | -------- | -------- | -------- | -------- | -------- | -------- | -------- | -------- | ----------- | ----------- | ----------- | ----------- | ----------- | ----------- | ----------- | ----------- |
| Municipales 2020 |          | ER       | 34,89    |          | KPRF     | 24,76    |          | SRZP     | 14,23    |          | LDPR     | 10,99    | Tour unique | Tour unique | Tour unique | Tour unique | Tour unique | Tour unique | Tour unique | Tour unique |

### Découpage administratif
La ville est divisée en six arrondissements (raïoni) administratifs :
- Kominternovski (quartier du Komintern)
- Leninski (q. Lénine)
- Levoberejny (q. Rive-Gauche)
- Sovietski (q. des Soviets)
- Tsentralny (q. du Centre)
- Jeleznodorojny (q. du Chemin de fer).

### Jumelages
- Brno (Tchéquie) depuis 1968
- Wesermarsch (Allemagne) depuis 1989
- Charlotte (États-Unis) depuis 1991
- Chongqing (Chine) depuis 1992
- Sliven (Bulgarie) depuis 1995
- León (Espagne) depuis 1996

## Population et société
La population de Voronej a culminé dans les années 1990, avant d'amorcer un déclin sensible, qui n'a été arrêté qu'en 2009. Le 1er janvier 2011, les limites administratives de Voronej ont été agrandies : la ville a annexé deux communes urbaines, ainsi qu'un certain nombre de communes rurales, villages et hameaux, ce qui a accru sa population d'environ 100 000 habitants. Le cap du million d'habitants a été officiellement franchi le 17 décembre 2012.
Recensements ou estimations de la population  :
| 1811   | 1856   | 1863   | 1897*  | 1914   | 1923*  |
| ------ | ------ | ------ | ------ | ------ | ------ |
| 22 100 | 37 700 | 40 900 | 80 599 | 93 700 | 95 000 |

| 1926*   | 1939*   | 1959*   | 1970*   | 1979*   | 1989*   |
| ------- | ------- | ------- | ------- | ------- | ------- |
| 116 576 | 343 555 | 447 164 | 660 182 | 782 950 | 886 844 |

| 2002*   | 2010*   | 2012    | 2013      | 2014      | 2015      |
| ------- | ------- | ------- | --------- | --------- | --------- |
| 848 752 | 928 505 | 991 269 | 1 003 725 | 1 014 610 | 1 023 570 |

| 2016      | 2017      | 2018      | 2019      | 2020      | - |
| --------- | --------- | --------- | --------- | --------- | - |
| 1 032 895 | 1 039 801 | 1 058 547 | 1 054 111 | 1 058 261 | - |

### Religion

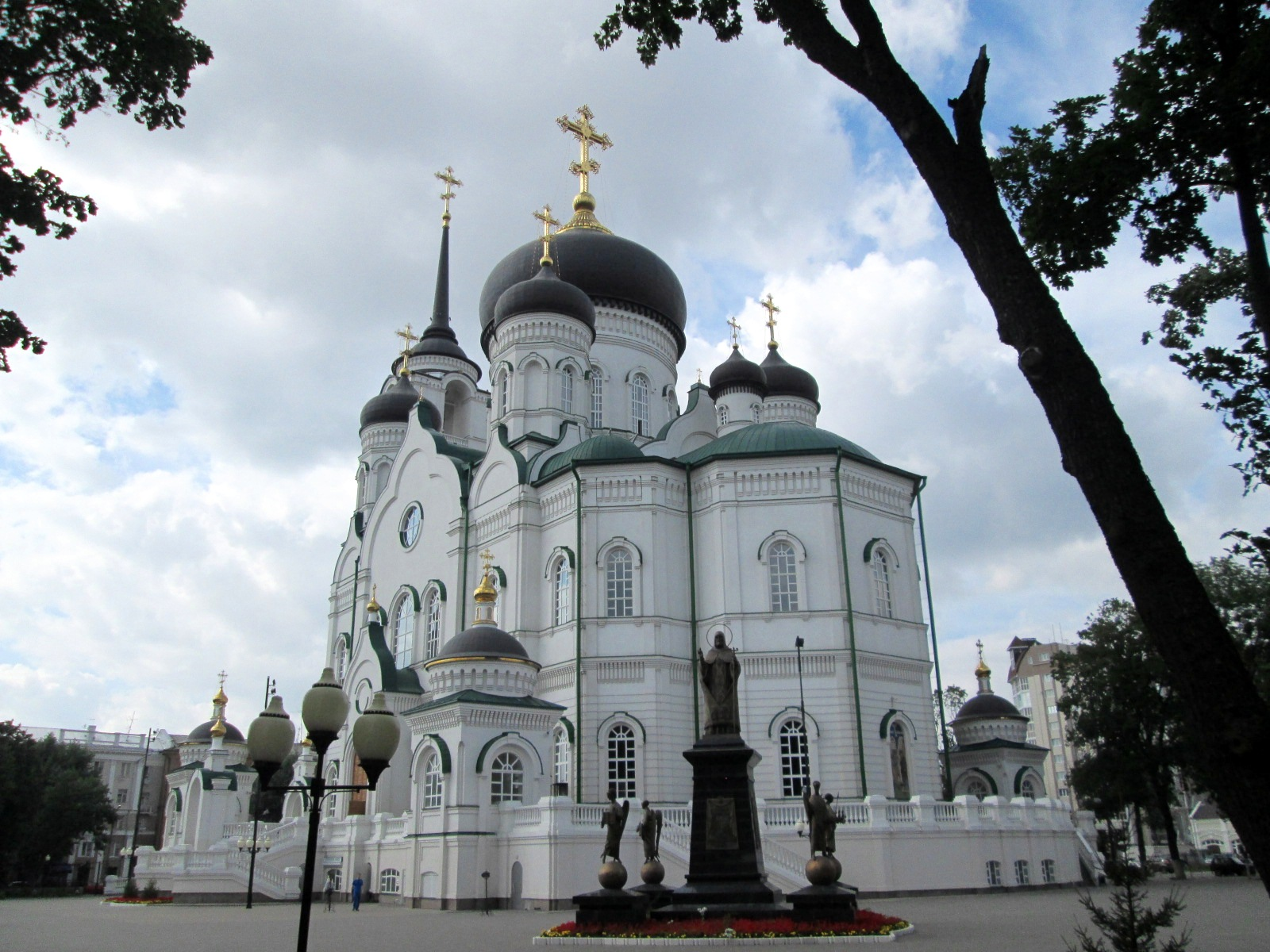
Vue de la cathédrale (ou collégiale) de l'Annonciation.

La population de Voronej compte 90,6 % d'orthodoxes, 0,4 % de protestants, 0,3 % de musulmans et 0,2 % de catholiques (la paroisse catholique est tenue depuis 2014 par deux jeunes capucins polonais) ; 7,5 % se déclarent sans religion et 1 % n'ont pas répondu à l'enquête ou fait une autre réponse. Il reste aujourd'hui quarante-deux églises.

### Sports
Football
- FK Fakel Voronej
- FK Energia Voronej

Handball
- Energiya Voronej

## Culture locale et patrimoine

### Édifices religieux
La ville compte quarante-deux églises, parmi lesquelles :
- Cathédrale diocésaine de l'Intercession (XVIIIe siècle, reconstruite en 1833)
- Cathédrale de l'Annonciation, reconstruite en 1998-2009
- Église de l'amirauté (XVIIe siècle)
- Église luthérienne Sainte-Marie-Madeleine (1811-1819)
- Synagogue (1901)

### Personnalités liées à Voronej

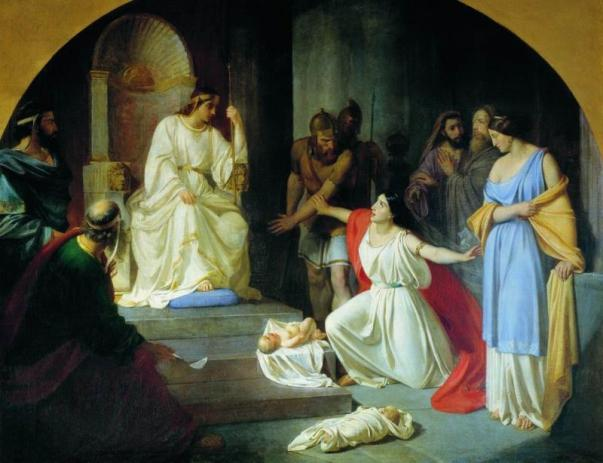
Nikolay Gay

Personnalités nées à Voronej ou dans les environs :
- Ivan Bounine (1870-1953), écrivain, prix Nobel de littérature en 1933.
- Paul Chmaroff (1874-1950), peintre.
- Yelena Davydova (1961-), gymnaste, double championne olympique.
- Elena Fanaïlova (1962), poétesse.
- Nikolaï Gay (1831-1894), peintre.
- Alexeï Koltsov (1808-1842), écrivain.
- Samouil Marchak (1887-1964), écrivain.
- Ivan Nikitine (1824-1861), écrivain.
- Alexandre Ostoujev (1847-1953), acteur de théâtre.
- Andreï Platonov (1899-1951), écrivain.
- Pavel Tcherenkov, physicien né à Nijniaïa Tchigla.
- Voline (1882-1945), anarchiste.
- Serge Voronoff (1866-1951), chirurgien français d'origine russe.
- Sofia Pereïaslavtseva (1849-1903) hydrobiologistes de la mer Noire.
- Iouri « Hoy » Klinskikh (1964-2000), chanteur, auteur, compositeur. Fondateur du groupe Sektor Gaza.
- Kirill Gerstein(1979- ) pianiste.